# Воронова, Октябрина Владимировна
Октябрина Владимировна Воронова (урождённая Матрёхина; 5 октября 1934, Чальмны-Варрэ — 16 июня 1990, Ревда) — первая советская саамская поэтесса, писавшая на терском саамском и русском языках. Автор первой в России книги поэзии на терском саамском языке («Жизнь», 1991). Жила в посёлке Ревда Мурманской области.

## Биография
Октябрина Воронова родилась 5 октября 1934 года в деревне Чальмны-Варрэ Мурманской области. Её мать принадлежала к роду известных саамских охотников Матрёхиных, отец по национальности был русским, происходил из семьи православных ловозерских священников.
В 1958 году окончила Ленинградский государственный педагогический институт имени Герцена. Ещё будучи студенткой педагогического института она выезжала в лингвистические экспедиции на Кольский полуостров вместе с Г. М. Кертом и другими студентами.
Длительное время работала учителем в школе (до 1985 года), параллельно поступила в заочную аспирантуру в НИИ национальных школ, которую окончила в 1980 году. Затем работала библиотекарем в посёлке Ревда Мурманской области (1985—1990). Воронова — один из авторов букваря и учебников на саамском языке.
Октябрина Воронова скончалась 16 июня 1990 года на 56-м году жизни. Похоронена в селе Ловозеро.
Октябрина Воронова — сестра саамской поэтессы Ираиды Виноградовой и языковеда Тамары Матрёхиной.

## Память
В 1995 году был создан Музей саамской литературы и письменности имени Вороновой. В 2006 году учреждена премия имени Вороновой.

## Произведения
Прижизненные издания:
- «Снежница» (на русском языке в переводе В. А. Смирнова). — Мурманск, 1986.
- «Вольная птица» (на русском языке в переводе В. А. Смирнова). — М., 1987.
- «Чахкли» (на русском языке в переводе В. А. Смирнова). — Мурманск, 1988.
- «Жизнь» (на терском саамском языке в сопровождении русских переводов). — Мурманск, 1991.

Посмертные издания:
- «Поле жизни» — Мурманск, 1995.
- «Тайна Бабьего суда» — СПб., 1995.
- «Хочу остаться на земле» — Мурманск, 1995.

Научная статья и учебник:
- «Образцы диалектных текстов (саамский язык)» (вместе с К. Г. Матрёхиной и Т. В. Матрёхиной) // Прибалтийско-финское языкознание. Выпуск 5. Вопросы взаимодействия прибалтийско-Финских языков с иностемными языками. К 80-летию со дня рождения Д. В. Бубриха. — Ленинград, 1971. Стр. 158—166.
- «Саамский язык: учебник и книга для чтения для 2-го класса» (вместе с А. А. Антоновой и Е. Н. Коркиной). — Ленинград, 1990.